# Molophilus (Molophilus) hoplostylus
Molophilus (Molophilus) hoplostylus is een tweevleugelige uit de familie steltmuggen (Limoniidae). De soort komt voor in het Oriëntaals gebied.